# Zhongxing, Jiajiang
Zhongxing (kinesiska: 中兴镇, 中兴) är en köping i Kina. Den ligger i provinsen Sichuan, i den sydvästra delen av landet, omkring 100 kilometer sydväst om provinshuvudstaden Chengdu.
Genomsnittlig årsnederbörd är 1 512 millimeter. Den regnigaste månaden är juli, med i genomsnitt 367 mm nederbörd, och den torraste är januari, med 14 mm nederbörd.